# Trémuson
Trémuson är en kommun i departementet Côtes-d'Armor i regionen Bretagne i nordvästra Frankrike. Kommunen ligger i kantonen Plérin som tillhör arrondissementet Saint-Brieuc. År 2022 hade Trémuson 2 238 invånare.

## Befolkningsutveckling
Antalet invånare i kommunen Trémuson
Referens:INSEE